# Mimeoclysia
Mimeoclysia is een geslacht van vlinders in de onderfamilie Tortricinae van de familie bladrollers (Tortricidae).

## Soorten
- Mimeoclysia dentata
- Mimeoclysia incompertana
- Mimeoclysia mauroprosopa
- Mimeoclysia mystrion
- Mimeoclysia piridina
- Mimeoclysia strongylopa